# Castronovo di Sicilia
Castronovo di Sicilia (sicilià Castrunovu) és un municipi italià, dins de la ciutat metropolitana de Palerm. L'any 2007 tenia 3.409 habitants. Limita amb els municipis d'Alia, Bivona (AG), Cammarata (AG), Lercara Friddi, Palazzo Adriano, Prizzi, Roccapalumba, Santo Stefano Quisquina (AG), Sclafani Bagni i Vallelunga Pratameno (CL).

## Administració
| Període | Identitat      | Partit        |
| ------- | -------------- | ------------- |
| 2008-   | Vitale Gattuso | Llista cívica |